# Charles Hélou
Charles Alexandre Hélou (arab. شارل الحل, ur. 25 września 1913 w Bejrucie, zm. 7 stycznia 2001 w Bejrucie) – libański polityk, prawnik, współzałożyciel partii Kataeb, minister wielu resortów (m.in. sprawiedliwość, zdrowia publicznego, spraw zagranicznych), czwarty prezydent Libanu w latach 1964–1970.